# Sanddyngbagge
Sanddyngbagge (Aphodius foetidus) är en skalbaggsart som beskrevs av Herbst 1783. Enligt Catalogue of Life ingår sanddyngbagge i släktet Aphodius och familjen Aphodiidae, men enligt Dyntaxa är tillhörigheten istället släktet Aphodius och familjen bladhorningar. Enligt den svenska rödlistan är arten nationellt utdöd i Sverige. . Arten har tidigare förekommit i Götaland, Gotland och Öland men är numera lokalt utdöd. Artens livsmiljö är jordbrukslandskap. Inga underarter finns listade i Catalogue of Life.